# Thétis (Rameau)
Pour les articles homonymes, voir Thétis (homonymie).
Thétis  est le titre d’une cantate de Jean-Philippe Rameau inspirée par une légende de la mythologie grecque :  la Néréide Thétis est courtisée à la fois par Jupiter et par Neptune qui s’affrontent avec violence pour recevoir ses faveurs, mais la belle Thétis éconduira les deux pour choisir celui qu’elle aime, un simple mortel.

## La cantate
Cette cantate daterait des années 1715 à 1720, et est connue par une copie manuscrite non autographe autrefois rassemblée avec plusieurs autres par Jacques Joseph Marie Decroix, aujourd’hui à la Bibliothèque nationale de France.
Elle est écrite pour une voix de basse  et un ensemble instrumental réduit, soit un violon  avec basse continue.
Elle est nommément citée par Rameau dans sa célèbre lettre du 26 octobre 1727  à Antoine Houdar de La Motte quand il sollicite le poète de lui fournir un livret d’opéra. Rameau essaie de le convaincre, par cet exemple, de ce qu’il peut faire, bien que manquant de notoriété en tant que compositeur lyrique.

« Informez-vous de l'idée qu'on a de deux cantates qu'on m'a prises depuis une dizaine d'années, et dont les manuscrits se sont tellement répandus en France que je n'ai pas cru devoir les faire graver, à moins que je n'y en joignisse quelques autres, ce que je ne puis pas, faute de paroles. L'une a pour titre L'Enlèvement d'Orithie : il y a du récitatif et des airs caractérisés ; l'autre a pour titre Thétis, où vous pourrez remarquer le degré de colère que je donne à Neptune et à Jupiter selon qu'il appartient à l'un et à l'autre, et selon qu'il convient que les ordres de l'un et de l'autre soient exécutés. »

Dans ces deux œuvres est dépeinte la violence accompagnant les désirs amoureux contrariés.
La cantate commence par un assez long prélude instrumental de 32 mesures.

## Texte
Récitatif
Muses, dans vos divins concerts,
Chantez ce jour fatal au repos de la terre,
Où le puissant Dieu du tonnerre
Et le terrible Dieu des mers,
Se livrant aux fureurs d'une cruelle guerre,
Blessés des mêmes traits, des mêmes feux épris,
Disputèrent le cœur de l'aimable Thétis.
Air (Vivement)
Volez, tyrans des airs, Aquilons furieux !
De Neptune en courroux venez servir la rage !
Excitez un affreux orage !
Portez les flots jusques aux cieux !
Allez leur déclarer la guerre !
Vengez son pouvoir irrité !
Qu'au milieu de ses feux,
Le fier Dieu du tonnerre
Ne soit pas même en sûreté !
Récitatif
Neptune en ce moment au gré de sa fureur,
Des vents impétueux presse la violence.
L'océan soulevé jusques aux cieux s'élance,
Et l'Olympe, frappé d'ue soudaine horreur,
Anime Jupiter pour punir cette offense
Â s'armer du secours de son foudre vengeur.
Air
Partez, volez, brillants éclairs,
Signalez, signalez le maître du monde !
Portez vos feux jusque dans l'onde,
Embrasez l'empire des mers ! 
Secondez la juste vengeance
Du souverain des Dieux !
Faites trembler l'audacieux
Qui veut mépriser la puissance !
Récitatif
Quel aveugle transport vous guide ?
Grands Dieux, calmez ce vain courroux !
Thétis pour un mortel décide :
Son cœur ne saurait être à vous.
Air gracieux (sans lenteur)
Beauté qu'un sort heureux destine 
À choisir vous-même un vainqueur,
Que l'amour seul vous détermine,
Ne consultez que votre cœur !
Ce brillant éclat de la gloire
Ne doit pas éblouir vos yeux.
Ne cédez jamais la victoire
Qu'à celui qui vous plaît le mieux !